# Aziz Albishari
Aziz Albishari (Leuven, 23 augustus 1965) is een Belgisch politicus van Ecolo.

## Levensloop
Albishari is in Leuven geboren en opgegroeid. Zijn vader komt uit Libië; zijn moeder is Vlaamse. Beroepshalve werd hij bediende.
Albishari is Nederlandstalig. Naar eigen zeggen is zijn moedertaal "het Leuvens dialect". Desondanks koos hij voor de Franstalige partij Ecolo, omdat diens boodschap hem aansprak. Van 2000 tot 2009 was hij voor deze partij gemeenteraadslid van Elsene, waar hij van 2004 tot 2006 schepen was. In 2009 verhuisde hij naar Sint-Gillis, waar hij van 2014 tot 2018 ook gemeenteraadslid was. In 2017 verliet hij Ecolo.
Van 2009 tot 2014 was hij tevens lid van het Brussels Hoofdstedelijk Parlement.